# Лаккогнат
Лаккогнаты (лат. Laccognathus) — род вымерших лопастепёрых рыб семейства Holoptychiidae, открытый в 1941 году. Были распространены в Европе и Северной Америке в девонском периоде (375 миллионов лет назад). 

## Описание
Размеры тела достигали 2 метров. У рыб была большая плоская голова с мощным ртом и маленькими глазами. Предположительный образ жизни: придонные хищники, подстерегавшие жертву в засаде.

## Палеоэкология
В локации Лоде (Латвия) было найдено захоронение среднего девона, где представлены полные скелеты Laccognathus panderi вместе с пластинокожими Asterolepis ornata и лопастепёрыми рыбами Panderichthys. Все эти животные погибли в момент максимального пересыхания речной дельты, где они обитали.

## Виды
- † Laccognathus embryi Daeschler & Down, 2011 — в длину достигал 1,8 метров. Ископаемые остатки были обнаружены в алевролитовых пойменных отложениях на острове Элсмир в Нунавуте, канадская Арктика.
- † Laccognathus grossi Vorobyeva, 2006
- † Laccognathus panderi Gross, 1941